# Уиллис, Эллен
Э́ллен Джейн Уи́ллис (англ. Ellen Jane Willis; 14 декабря 1941, Нью-Йорк, Нью-Йорк или Манхэттен, Нью-Йорк — 9 ноября 2006, Куинс, Нью-Йорк) — американская журналистка, секс-позитивная феминистка и критик, писавшая на широкий круг тем. Она отстаивала женские права, особенно право на аборты, используя для этого статьи и феминистские группы, такие как Redstockings (с англ. — «Красные чулки»), No More Nice Girls (дословно — «Никаких хороших девочек»).
Её сборник эссе, выпущенный в 2014 году, «The Essential Ellen Willis» (с англ. — «Эллен Уиллис: главное») получил Премию Национального круга книжных критиков (США). Благодаря ей появился термин «про-секс феминистки».

## Биография
Уиллис родилась и выросла в Нью-Йорке в еврейской семье. Она окончила Калифорнийский университет в Беркли по специальности сравнительное литературоведение.
Преподавала журналистику в Нью-йоркском университете и возглавляла основанный ею в 1995 году Центр культурной журналистики и критики (Center for Cultural Reporting and Criticism).
Состояла в браке со Стэнли Ароновицем, известным социологом и активистом. 9 ноября 2006 года в возрасте 64 лет Уиллис умерла от рака лёгких.
Оригиналы её эссе были переданы Библиотеке, посвящённой истории американских женщин, имени Артура и Элизабет Шлезингер и в Институт Рэдклиффа Гарвардского университета в 2008 году.
Её последний сборник эссе «The Essential Ellen Willis» (с англ. — «Эллен Уиллис: главное»), вышел под редакцией её дочери, Ноны Уиллис-Ароновиц.

## Карьера
В качестве писательницы Эллен Уиллис стала широко известна своими политическими эссе, которые публиковались в The Nation, Dissent и других журналах. Также она была хорошо известна своими критическими статьями о роке: Уиллис стала первой обозревательницей рок-музыки еженедельника The New Yorker; часто писала для Rolling Stone, The Village Voice и других журналов.
В 1995 году, уже будучи профессором журналистики в Нью-Йоркском университете (с 1990 года), она основала единственный в стране центр Культурной журналистики и критики. Основным лейтмотивом её эссе стали отношения феминизма и массовой культуры.
Её карьера началась с текстов о музыке. Первая статья, о Бобе Дилане, была опубликована в независимом издании Cheetah. Именно эта работа сделала её первой в истории женщиной — рок-критиком журнала The New Yorker. Ханжески настроенный Уильям Шон (редактор журнала) хотел публиковать её статьи под именем Э. Уиллис, но она настояла на Эллен, поскольку отказывалась ограничивать себя лишь роком. В текстах её 56 колонок исследовалось то, что люди слушали, о чём думали, кем были.
В конце концов, в своих работах Уиллис начала концентрироваться больше на феминизме, семье и политике, чем на рок-музыке.

## Взгляды
Уиллис была феминисткой, состояла в организации Радикальные женщины Нью-Йорка . В 1969 году она вместе с другими нью-йоркскими феминистками основала группу Redstockings (Красные чулки). Название придумали, как соединение двух слов: Red (красный), что выражало их левую политическую позицию, и bluestockings (синие чулки), что было синонимом образованных женщин.
В основе её взглядов с самого начала лежало убеждение, что у каждого и каждой есть право на полное удовлетворение своих потребностей и желаний. В своих работах она показывала, как женщинам отказывают в этом праве и что их сексуальность и самооценка зависят не только от них самих. Женщинам слишком часто отказывают в праве на сексуальное удовлетворение. Из-за такого влияния общества, сексуальность стала политическим вопросом.
Её статьи, посвящённые музыке, часто рассказывали о том, как американские женщины выступали на сцене, как они работали, как жили. В 1975 году Уиллис перешла от связи культуры с политикой к непосредственно политике: в Rolling Stone она опубликовала статью, посвящённую изнасилованию в Сан-Франциско. Редактор New Yorker Уильям Шон высоко оценил работу, но признался, что никогда не сможет её опубликовать. После этого Эллен Уиллис ушла из журнала и редко писала о музыке. Вместо этого темами её статей стали психоанализ, наркотики, СПИД, Нью-Йорк — все, с чем она сталкивалась в жизни. Она настаивала на том, что личное — это политическое.
Начиная с 1979 года Уиллис написала несколько эссе, посвящённых антипорнографическому феминизму, критикуя его за то, что считала сексуальным пуританством, моральным авторитаризмом и угрозой свободе слова. Она считала, что феминизм начинает становиться синонимом «реформистской политики, контркультурного сообщества и сетей проектов самопомощи» вместо освободительного движения.
В то время как многие феминистки называли порнографическим любой гетеросексуальный секс, Уиллис считала, что женщины имеют право на то, чтобы самостоятельно определять, их заводит, даже если это включает в себя доминирование. Она напоминала феминисткам о правах, которые есть у мужчин, когда дело касается секса, подвергая сомнению идею, что ничем не ограниченная мужская сексуальность неизбежно будет угнетающей . В эссе «Toward a Feminist Sexual Revolution» она писала:
Для феминисток соревноваться с правыми (консерваторами) в том, кто лучше облегчит женский страх сексуальной анархии — проигрышное дело.Разумеется, мы должны признавать существование этого страха и его обоснованность, но как феминистки мы должны быть заинтересованы в том, чтобы показать, что если мы будем поддерживать любые суровые меры для установления законности и порядка, в результате мы лишь лишимся значительной части наших свобод. В долгосрочной перспективе мы можем выиграть только если женщины (и мужчины) будут хотеть свободы (и любви) больше, чем бояться их последствий.
В 1981 году она написала эссе «Lust Horizons: Is the Women’s Movement Pro-Sex?» («Горизонты похоти: выступает ли женское движение за секс?»), давшее название термину «про-секс феминизм».